# Ulrich Sieg
Pour les articles homonymes, voir Sieg (homonymie).
Ulrich Sieg (né le 27 mai 1960 à Lübeck) est un historien allemand et professeur adjoint à l'Université de Marbourg.

## Carrière scientifique
Après avoir obtenu son diplôme du lycée de la cathédrale de Lübeck (de), Sieg étudie l'histoire, la philosophie et l'allemand aux universités de Kiel, Hambourg et Marbourg. En 1993, il reçoit son doctorat. Il travaille ensuite comme assistant de recherche au centre de recherche d'histoire universitaire et scientifique de l'université de Marbourg. Il y est chargé de cours depuis 1994. En 1999, il s'habilite avec une étude sur l'histoire des idées juives allemandes pendant la Première Guerre mondiale. En 2005, il est nommé professeur extraordinaire à Marburg.
Sieg occupe des chaires à l'Université McGill à Montréal (2007/08), à Marbourg (2010/11), à Francfort-sur-le-Main (2011/12) et à Munich (2016).
Sieg est membre du conseil scientifique de la société des frères-Grimm (de), depuis 2013 de la commission historique de Hesse et depuis 2019 du conseil d'administration de la Fondation à la mémoire de Wolf-Erich Kellner (de). Il est chargé de cours de liaison pour la Fondation Friedrich-Naumann pour la liberté à l'Université de Marbourg.

## Domaines de recherche
Les domaines de recherche de Sieg comprennent l'histoire des universités et des sciences aux XIXe et XXe siècles, l'histoire politique des idées depuis 1800, l'histoire du judaïsme dans l'Empire allemand et dans la République de Weimar, l'histoire de l'antisémitisme, l'histoire de la philosophie et l'histoire des échecs.

## Récompenses et bourses
Ulrich Sieg remporte le prix scientifique d'histoire de Hesse et d'histoire régionale de l'Association d'histoire de Hesse et d'études régionales (de) (1988), le prix Wilhelm-Liebknecht (de) de la ville universitaire de Gießen (1993), le prix d'habilitation de l'Union des historiens allemands pour ses réalisations académiques exceptionnelles des jeunes chercheurs (2000) et le prix pour la promotion de la traduction de la littérature des sciences humaines (2008).
Sieg reçoit des bourses de la Fondation Gerda-Henkel (de), de la Fondation allemande pour la recherche, du Fondation-Dr-Adolf-Schmidtmann (de) et la Fondation Fazit (de). En 1997, il est boursier Loewenstein-Wiener au Hebrew Union College de Cincinnati, Ohio, en 2003 membre de la salle commune du Wadham College à Oxford, et en 2007 boursier en résidence au Collège Friedrich Nietzsche à Weimar. En 2017/18, il reçoit une bourse de la Fondation classique de Weimar (de).

## Échecs
En tant que joueur d'échecs, Ulrich Sieg est actif avec le Lübecker Schachverein von 1873 lors de la saison 1999/2000 (de) en championnat d'Allemagne et joue des matchs internationaux pour l'Association des échecs du Schleswig-Holstein (de). Il détient le titre de FIDE Master depuis 1995. Sa cote Elo la plus élevée est de 2335 de juillet 1992 à juin 1993.

## Publications (sélection)

### monographies
- Die Geschichte der Philosophie an der Universität Marburg von 1527 bis 1970. Hitzeroth Verlag, Marburg 1988 (= Aus den Fachbereichen der Philipps-Universität Marburg. Bd. 2),  (ISBN 978-3-9259-4480-2).
- Das Fach Philosophie an der Universität Marburg 1785–1866. Ein Beitrag zur Universitäts- und Wissenschaftsgeschichte unter besonderer Berücksichtigung von Problemen der Lehre und des Studiums. Verein für hessische Geschichte und Landeskunde, Kassel 1989 (= Hessische Forschungen zur geschichtlichen Landes- und Volkskunde. Bd. 18). [zugleich: Magisterarbeit, Universität Marburg 1985],  (ISBN 3-925333-16-9).
- Aufstieg und Niedergang des Marburger Neukantianismus. Die Geschichte einer philosophischen Schulgemeinschaft. Königshausen & Neumann, Würzburg 1994 [zugleich: Diss. phil., Universität Marburg 1993],  (ISBN 978-3-8847-9944-4).
- Jüdische Intellektuelle im Ersten Weltkrieg. Kriegserfahrungen, weltanschauliche Debatten und kulturelle Neuentwürfe. Akademie-Verlag (de), Berlin 2001 [zugleich: Habilitationsschrift, Universität Marburg 1999],  (ISBN 978-3-0500-4524-5).
- Deutschlands Prophet. Paul de Lagarde und die Ursprünge des modernen Antisemitismus. Carl Hanser Verlag, München/Wien 2007,  (ISBN 978-3-446-20842-1). Amerikanisch unter dem Titel: Germany's Prophet. Paul de Lagarde & the Origins of Modern Antisemitism, Brandeis University Press, Waltham 2013,  (ISBN 978-1-58465-755-2).
- Geist und Gewalt. Deutsche Philosophen zwischen Kaiserreich und Nationalsozialismus. Carl Hanser Verlag, München 2013,  (ISBN 978-3-4462-4143-5).
- Gerechtigkeitssinn und Empörung. Die „Marburger Schule“ des Neukantianismus. Verlag Blaues Schloss Marburg, Marburg 2016,  (ISBN 978-3-943556-59-9).
- Die Macht des Willens. Elisabeth Förster-Nietzsche und ihre Welt. Carl Hanser Verlag, München 2019,  (ISBN 978-3-446-25847-1).

### Éditions et anthologies
- (Bearbeiter, mit Anne Christine Nagel (de)): Die Philipps-Universität Marburg im Nationalsozialismus. Dokumente zu ihrer Geschichte. Steiner Verlag, Stuttgart 2000 (= Academia Marburgensis. Bd. 7),  (ISBN 3-515-07653-0).
- (Herausgeber, mit Michael Dreyer (de)): Emanuel Lasker – Schach, Philosophie, Wissenschaft. Philo Verlag, Berlin 2001,  (ISBN 3-8257-0216-2).
- (Herausgeber, mit Dietrich Korsch (de)): Die Idee der Universität heute. K. G. Saur Verlag, München 2005 (= Academia Marburgensis. Bd. 11),  (ISBN 3-598-24573-4).
- (Herausgeber, mit Werner Bergmann): Antisemitische Geschichtsbilder. Klartext Verlag (de), Essen 2009 (= Antisemitismus: Geschichte und Strukturen. Bd. 5),  (ISBN 978-3-8375-0114-8).
- (Herausgeber, mit Ewald Grothe): Liberalismus als Feindbild. Wallstein Verlag (de), Göttingen 2014,  (ISBN 978-3-8353-1551-8).
- Vom Ressentiment zum Fanatismus. Zur Ideengeschichte des modernen Antisemitismus. Europäische Verlagsanstalt, Hamburg 2022,  (ISBN 978-3-86393-135-3).